# Stenellipsis persimilis
Stenellipsis persimilis là một loài bọ cánh cứng trong họ Cerambycidae.